# Гайтон, Уэйд
Уэйд Гайтон (англ. Wade Guyton; род. 1972, живёт и работает в Нью-Йорке) — художник, живописец-абстракционист и минималист.
Гайтон родился в Хаммонде, но вырос в Лейк-Сити. Окончил Университет Теннесси (1990-1995) и Хантерский колледж (1996-1998).
Последние годы[когда?]

 художник отошёл от скульптуры и сосредоточился на живописных работах на холстах, которые он создает при помощи компьютера и широкоформатного струйного принтера. Художник выбирает мотив, например, чёрный прямоугольник, и печатает его на холсте, который нужно согнуть, чтобы он поместился в принтере. Как результат, на работе появляется полоса-складка, окруженная двумя черными плоскостями. Несмотря на единообразие процесса, результат варьируется в зависимости от того, много или мало осталось чернил в принтере. Гайтон начал создавать живопись с использованием принтера в 2004. До этого он запечатывал страницы из художественных журналов, для этого он также использовал принтер, но гораздо меньшего размера. Коммерческий успех позволил ему приобрести более дорогое оборудование. Одна из его работ, с буквами Xs на белом была включена в обзор Музея современного искусства «Что такое живопись?» рядом с работами Сары Моррис и Габриеля Ороско.

## Персональные выставки
- 2007 Galerie Gisela Capitain, Кёльн
- 2006 Color, Power & Style, Friedrich Petzel Gallery, Нью-Йорк
- 2006 Wade Guyton, Haubrokshows, Берлин
- 2006 Empire Strikes Back, (Guyton\Walker), Carpenter Center, Harvard University, Кембридж
- 2005 Color, Power & Style, Kunstverein in Hamburg
- 2005 Galerie Francesca Pia, Bern Gavlak, West Palm Beach Art 36 Statements, Galerie Francesca Pia, Базель
- 2005 The Failever of Judgement, Part III, (Guyton\Walker), Greene Naftali Gallery, Нью-Йорк